# اوسگو، میشیگان
اوسگو (به انگلیسی: Otsego Township) یک منطقهٔ مسکونی در ایالات متحده آمریکا است که در شهرستان آلگان، میشیگان واقع شده‌است.
 اوسگو ۸۷٫۷ کیلومتر مربع مساحت و ۵٬۵۹۴ نفر جمعیت دارد و ۲۰۸ متر بالاتر از سطح دریا واقع شده‌است.